# Arca Musarithmica

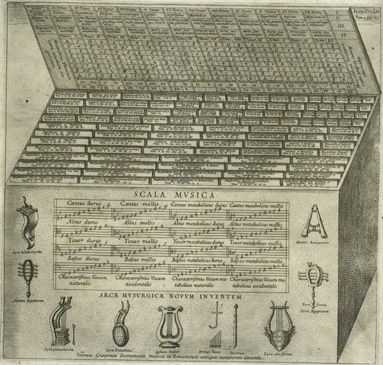
L'Arca Musarithmica com es mostra a "Musurgia Universalis"

L'Arca Musarithmica (també Arca Musurgia o Arca Musical) és un dispositiu d'informació que va ser inventat per l'erudit jesuïta Athanasius Kircher a mitjan segle xvii. El seu propòsit era permetre als músics compondre la música d'església. A través de tècniques combinatòries simples l'arca, és capaç de produir milions de peces de música polifònica de quatre parts. A l'igual d'altres ajuts de càlcul de l'època, l'arca prefigura la tecnologia informàtica moderna. És un dels primers exemples de «Creativitat Artificial». El dispositiu anticipa les tècniques aleatòries i informàtiques de composició del segle xx –com la «música casual» de John Cage–. I pot ser com una espècie d'algorisme de composició musical en forma física.

## Descripció i mecanisme

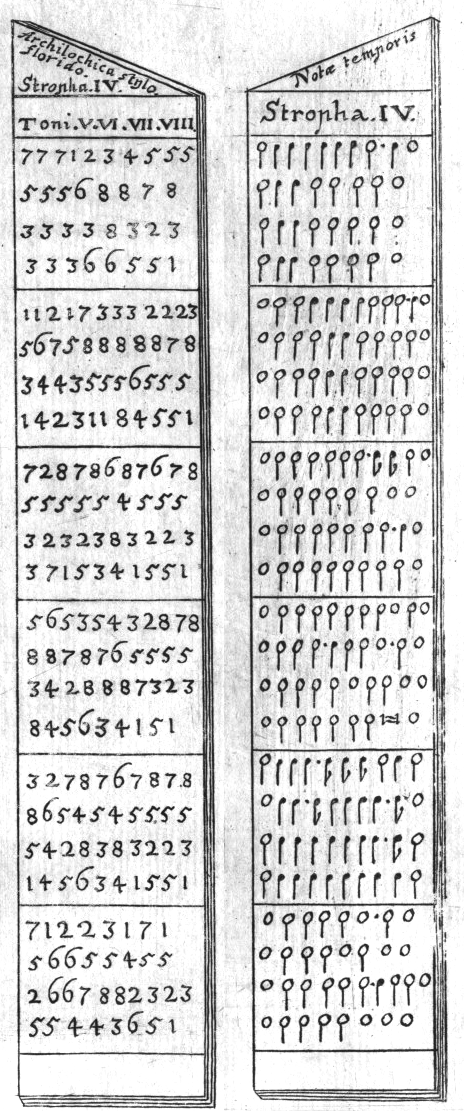
Part davantera i posterior d'una de les barres musicals de Kircher

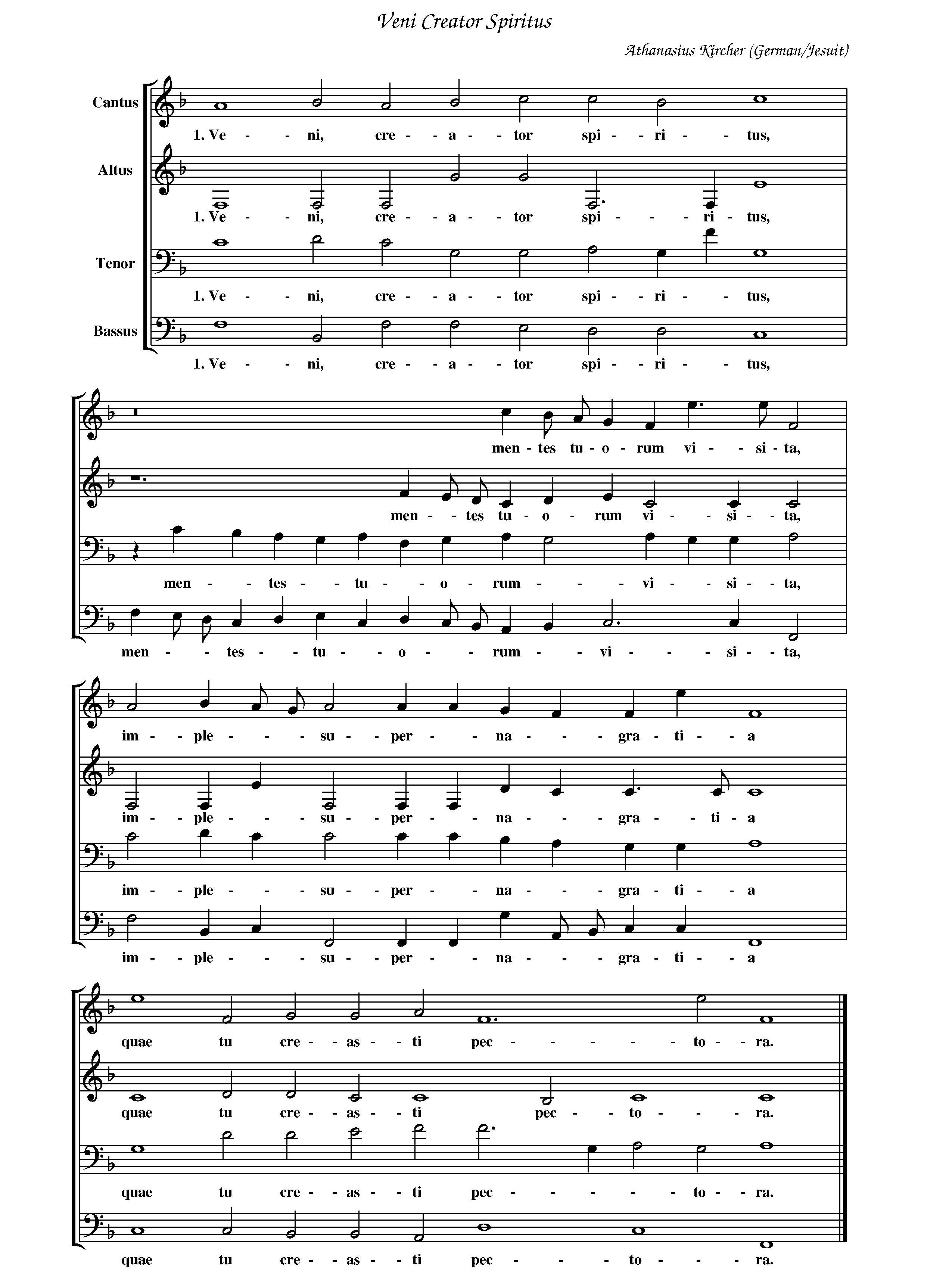
Un himne construït fent servir l'Arca Musarithmica, produït per simulació de software

Kircher va descriure per primera vegada l'Arca al seu llibre Musúrgia Universalis (1650). El llibre 8 d'aquest treball (Musúrgia Mirífica) és un tractat més llarg sobre l'ús de tècniques combinatòries per construir música. A l'igual dels escrits anteriors de Marin Mersenne, aquest treball utilitza les idees de Ramon Llull per mostrar com una petita quantitat de material musical es pot combinar per produir un nombre prodigiós de melodies. Kircher continua descrivint la propia Arca, que empra aquesta tècnica, i inclou una il·lustració plegable del dispositiu, així com unes taules que indiquen el contingut de totes les barnilles de l'interior.
| «                                                                          | La música mecànica no és més que un sistema particular inventat per nosaltres en virtut del qual qualsevol persona, també el ἀμουσος [no músic] pot, a través de diverses aplicacions d'instruments compositius compondre melodies d'acord amb un estil desitjat. Relatarem breument com es fa aquesta música mecànica i, per no perdre temps amb observacions preliminars, començarem amb la construcció de l'Arca Musarítmica. | » |
| — Athanasius Kircher, Musúrgia Universalis (1650), llibre VIII, pàgina 185 | |   |

L'arca és una caixa que conté un conjunt de barres o llistons de fusta. Cada llistó conté un conjunt de nombres, que corresponen a notes en una escala o mode, així com un assortiment de tractaments rítmics per a aquestes notes. Hi ha diferents conjunts de llistons que contenen frases expressades en una varietat de metres poètics: «Euripedaean», «Anancreonic», «Archilochan», «Sapphic» i així successivament. Algunes de les barres s'utilitzen per al contrapunt en l'«estil simple» –o contrapunt de primera espècie– en el qual les quatre parts tenen el mateix ritme, i d'altres s'utilitzen per al que Kircher nomena l'«estil florit» –o contrapunt de la cinquena espècie–, en el qual les quatre veus es mouen independentment.

## Dispositius similars
L'Arca va ser seguida i estretament relacionada per una altra invenció de Kircher, l'Organum Mathematicum, descrit per l'alumne de Kircher, Gaspar Schott. L'Organum és un artefacte similar que pot realitzar càlculs més generals aritmètics, astronòmics, etc., a més a més de crear composicions musicals. La part musical de l'Organum Mathematicum és essencialment igual que la de l'Arca, encara que n'hi ha menys vares.

## Models coneguts
N'hi ha molt poques arques que daten del període barroc. Les conegudes fins al segle xxi són:

### Biblioteca Pepys, Magdalene College, Cambridge

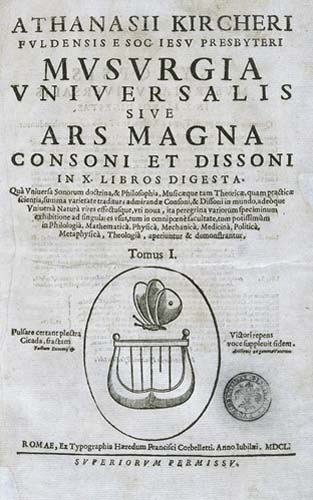
Musúrgia Universalis de Athanasius Kircher, portada de l'edició original

Samuel Pepys va descriure la compra d'una còpia de l'obra Musúrgia Universalis de Athanasius Kircher en el seu famós diari:
| «                                                  | ...i allà vaig comprar la Musúrgia de Kircher, em va costar 35s., Un llibre del que em sento molt content, esperant trobar gran satisfacció en ell. | » |
| — Samual Pepys, Diari, Dissabte 22, Febrer 1667/68 | |   |

Anys més tard, les seves pertinences, llegades a Cambridge van incloure un Arca. No és clar si Pepys la va construir o la va encarregar, basant-se en les instruccions del llibre, o si la va comprar o la va rebre com un regal. El seu diari no fa menció d'ella, encara que Pepys va deixar de registrar entrades el 1669. S'ha especulat que el professor de música de Pepys, John Birchensha, va estar influït per les tècniques combinatòries de Kircher, ja que les seves pròpies Regles de Composició tenen algunes similituds. La biblioteca de Pepys no manté actualment la seva Arca en exposició, a més hi ha poques fotografies disponibles del seu contingut.

### Biblioteca Herzog August, Wolfenbuttel, Alemanya
Aquesta arca ha estat àmpliament fotografiada. Un conjunt complet de fotografies i del seu contingut s'han realitzat i estan disponibles en la Universitat de Wurzburg. La cal·ligrafia de les seves barnilles s'assembla a l'escriptura escrita a mà en les plaques a Musúrgia Universalis, encara que hi ha algunes diferències en la transcripció.

### Braunschweig, Alemanya
Les fotografies d'aquesta arca van ser enviades a David Levy per al seu llibre Robots Unlimited. Sembla diferent, en construcció, a l'Arca de Wolfenbüttel.
És probable que n'hi hagi d'altres arques |en existència, però no estan ben documentades.

## Reconstruccions i simulacions
Jim Bumgardner ha creat una transcripció de dades i simulació de software dels algorismes utilitzats per l'Arca que produeix arxius MIDI, així com puntuacions PDF. Les dades van ser transcrites de les taules de Musúrgia Universalis, les il·lustracions de Organum Mathematicum i les fotografies de l'Arca de Wolfenbüttel.